# Газеріх
Газеріх (нім. Haserich) — громада в Німеччині, розташована в землі Рейнланд-Пфальц. Входить до складу району Кохем-Целль. Складова частина об'єднання громад Цель (Мозель).
Площа — 4,45 км2. Населення становить 207 ос. (станом на 31 грудня 2020).

## Галерея

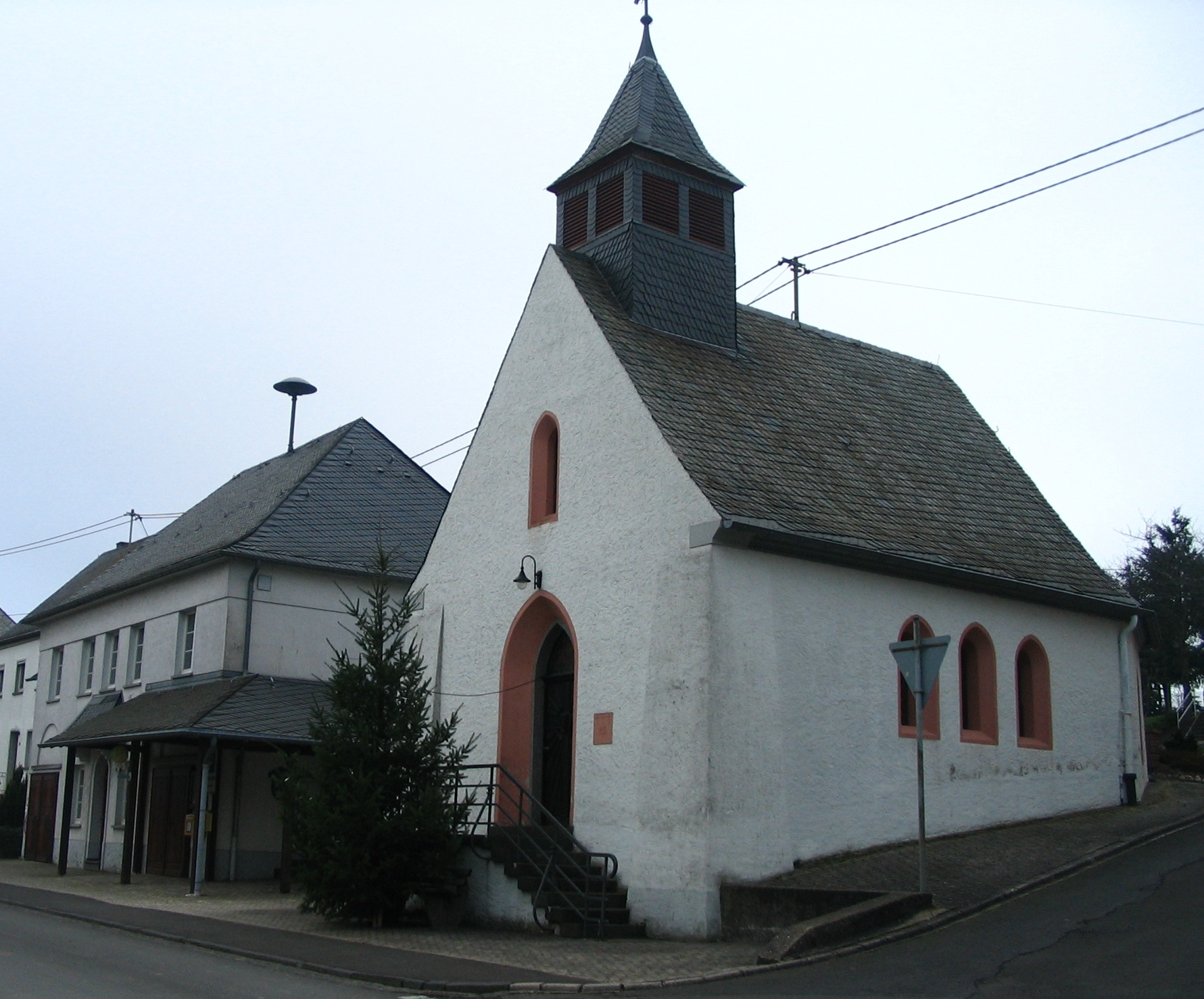